# Bermudadriehoek

Kaart van de Bermudadriehoek

De Bermudadriehoek, ook wel de duivelsdriehoek, is een denkbeeldige driehoek tussen Miami, de Bermuda-eilanden en Puerto Rico in het westelijk deel van de Atlantische Oceaan.

## Verschijnselen
De Bermudadriehoek werd bekend doordat vaar- en vliegtuigen er op mysterieuze wijze zouden zijn verdwenen. Allerlei auteurs schreven deze verdwijningen toe aan onder meer paranormale verschijnselen, waarbij de wetten van de natuurkunde werden opgeheven, of aan activiteit van buitenaardse bezoekers.
Verklaringen van ooggetuigen spreken ook vaak over storingen in apparatuur, meestal van magnetische aard. Volgens veel boeken over het Bermudagebied zou Columbus ook problemen hebben ondervonden in de driehoek. In zijn logboek meldt Columbus dat zijn 'naalden' (hij bedoelt hier zijn kompas) op 13 en 14 september 1492 iets naar het noordwesten afweken. Mogelijk was dit het gevolg van magnetische declinatie.

## Wetenschappelijke verklaringen
Een mogelijke verklaring is dat dit gebied een van de meest bevaren en bevlogen gebieden van de wereld is, en dat ongelukken dus waarschijnlijker zijn door de frequentie alsmede de dichtheid van het verkeer.
Natuurwetenschappelijke verklaringen voor de incidenten variëren van fluctuaties in het aardmagnetisch veld in de regio – wat de beschreven storingen van het kompas kan verklaren – tot bewegingen van de golfstroom, tropische stormen en monstergolven.
Een andere veel gehoorde verklaring berust op het bestaan van grote methaanvoorraden die diep in de zee voorkomen. Soms ontsnapt een grote hoeveelheid methaan of methaanhydraat die opstijgt naar het oppervlak (een zogenaamde limnische uitbarsting). De draagkracht van water neemt af als daar gasbelletjes in voorkomen. Hierdoor kunnen schepen in zeer korte tijd zinken zonder dat ze de kans krijgen om nog een noodsignaal uit te zenden. Maar dit verschijnsel geeft geen verklaring voor het verdwijnen van vliegtuigen.

## Earth Investigated
In het televisieprogramma Earth Investigated op National Geographic Channel werd gemeld dat het magnetisch veld rondom de Aarde boven de Bermudadriehoek zwakker is (geworden) ten opzichte van de rest van de wereld. Wetenschappers hebben hier nog geen verklaring voor gegeven. Wel zou dit verklaren waarom het kompas niet meer naar behoren zou werken. 
In een andere uitzending van Earth Investigated, uitgezonden op 21 augustus 2007, werd gemeld dat de lucht boven de Bermudadriehoek vaak helder is. Veel verdwijningen van schepen en vliegtuigen werden toegeschreven aan menselijk falen, het weer of technische mankementen. Het bestaan van de driehoek wordt in de documentaire niet bevestigd en, behalve door de kustwacht van Miami, evenmin ontkend.

## Populaire cultuur
- In De duivelse driehoek, het tweede stripalbum van de stripreeks De Kiekeboes, speelt de Bermudadriehoek een grote rol. Daarin ontdekt de gemene Timotheus Triangl de verzonken stad Attallattanta (een woordspeling op Atlantis). Hij wil via een reusachtige hydraulische krik de stad aan de oppervlakte tillen. Er wordt ook een verklaring gegeven voor het groot aantal vliegtuig- en scheepsrampen: onder water heeft Triangl een reusachtige magneet geïnstalleerd die de schepen en vliegtuigen aantrekt. Hij gebruikt de onderdelen voor zijn krik.
- De roman Tijdeling, geschreven door Gerben Pelgröm , speelt zich ook af in de Bermudadriehoek. De jongen David komt tijdens een boottochtje in een wereld tussen leven en dood terecht en moet er op het eiland Bermuda achter zien te komen hoe hij weer naar het leven terug kan keren. Situaties, namen en plaatsen uit onderzoeksmateriaal zijn verweven in het verhaal.
- In de "Bermuda triangle tangle", een aflevering van DuckTales, is een schip van Dagobert Duck verdwenen in de Bermudadriehoek. Dagobert gaat op onderzoek uit. Als verklaring wordt gegeven dat de Bermudadriehoek omgeven is met een dikke mist. Schepen die in de mist terechtkomen, lopen vast in zeewier en zeeplanten. Alle schepen worden gestript door de overlevenden. Uiteindelijk weet Dagobert te ontsnappen.
- In Ben 10 wordt gefantaseerd over de Bermudadriehoek. Een vriend van opa Max wil een onderwaterhotel bouwen in de Bermudadriehoek. Hier is de verklaring dat op inktvis lijkende buitenaardse wezens de locatie van het onderwaterhotel gebruiken voor hun eigen plannen. Ze halen vliegtuigen en schepen weg zodat ze geen pottenkijkers hebben. De aflevering heette "They lurk below".
- In Tony Hawk's Underground 2 is er een level dat "Triangle" heet en zich in de Bermudadriehoek afspeelt.
- De Bermudadriehoek speelt een rol in Dossier Zevenslaper en De wet van alles van de stripreeks Agent 327. In deze strip ligt er een enorme piramide onder het water van de Bermudadriehoek. Deze piramide is een ruimteschip dat miljarden jaren geleden op Aarde gestrand is door een computerfout, waarna de ruimtewezens het leven op Aarde zijn gaan aansturen om een beschaving te creëren die hen helpen kan. Door het krachtveld van de piramide veroudert men niet in de Bermudadriehoek. De verdwenen schepen en vliegtuigen worden binnengehaald om bij te houden hoe de aardse beschaving zich ontwikkelt.
- In Percy Jackson: Sea of Monsters blijkt de Bermudadriehoek de zee te zijn waar Odysseus overheen voer. Er wonen monsters die de zee onveilig maken.
- In pretpark Movie Park Germany staat de darkride Bermuda Triangle - Alien Encounter. Volgens het verhaal achter de darkride bevinden zich buitenaardse wezens in de driehoek.
- In de film Gulliver's Travels (2010) wordt Gulliver voor een reportage de Bermudadriehoek ingestuurd en komt zo op het eiland Lilliput terecht.
- In Ghost Ship, de 16e aflevering van het vierde seizoen van de televisieserie Quantum Leap, belandt Sam Beckett in het lichaam van een piloot boven de Bermudadriehoek.
- De vliegsimulator Microsoft Flight Simulator kent een missie genaamd Lost in Bermuda Triangle. In deze missie moet de speler met behulp van zijn eigen vliegtuig een zoekgeraakt schip zien te vinden en te bevoorraden met de benodigde middelen.
- In Pirates of the Caribbean: Dead Men Tell No Tales is de gevangenis van kapitein Salazar de duivelsdriehoek, oftewel de Bermudadriehoek. Geen enkel schip dat de driehoek in ging is er ooit uitgekomen.